# استخبارات
استخبارات نام سازمان حفاظت اطلاعات نیروهای نظامی و انتظامی عراق است که مشهورترین بازوی سیستم امنیتی دولت عراق بود و از استفاده از هرگونه ترور و شکنجه علیه مخالفین خودداری نمی‌کرد. برزان تکریتی، برادر ناتنی صدام حسین رئیس استخبارات در زمان حکومت حزب بعث عراق بود.